# تاریل آبراهامیان
تاریل زارزاندی آبراهامیان (ارمنی: Տարիել Զարզանդի Աբրահամյան؛ زادهٔ ۳۱ مهٔ ۱۹۳۹) یک  سیاستمدار اهل ارمنستان است که از تاریخ ۱۹۹۰ تا تاریخ ۱۹۹۵ سمت نمایندگی دوره اول شورای عالی جمهوری ارمنستان را برعهده داشت.

## زندگی‌نامه
در ۳۱ مهٔ ۱۹۳۹ ‏در ارمنستان به دنیا آمد و از انستیتو تعاونی مسکو فارغ‌التحصیل شد. 